# Глан (Во)
Глан (фр. Gland) — місто  в Швейцарії в франкомовному кантоні Во, округ Ньйон.
В Глані розташовані штаб-квартири організацій Міжнародний союз охорони природи, Рамсарська конвенція, Всесвітній фонд дикої природи, а також головний офіс фінансової групи Swissquote.

## Географія
Місто розташоване на відстані близько 110 км на південний захід від Берна, 31 км на південний захід від Лозанни.
Глан має площу 8,3 км², з яких на 39,8% дозволяється будівництво (житлове та будівництво доріг), 45,4% використовуються в сільськогосподарських цілях, 14,5% зайнято лісами, 0,4% не є продуктивними (річки, льодовики або гори).

## Історія
Як відомо на місці Глана було доісторичне поселення. Під час римського періоду там знаходилося господарство під назвою «Villa Glanis», залишки його зникли, але ім'я закарбувалося в історії. Вперше письмова згадка про Глан датується приблизно 994—1049 роками як de Glans.
З 1536 по 1798 роки поселення входило до Бернської республіки.
До 1960-х років Глан був лише невеликим сільським господарством, де вирощувалися переважно виноградники і худоба.

## Демографія
2019 року в місті мешкало 13 181 особа (+13,3% порівняно з 2010 роком), іноземців було 34,8%. Густота населення становила 1584 осіб/км².
За віковим діапазоном населення розподілялося таким чином: 24% — особи молодші 20 років, 64% — особи у віці 20—64 років, 12% — особи у віці 65 років та старші. Було 5454 помешкань (у середньому 2,4 особи в помешканні).
Із загальної кількості 6727 працюючих 107 було зайнятих в первинному секторі, 976 — в обробній промисловості, 5644 — в галузі послуг.

## Транспорт
У місті знаходиться залізнична станція, через яку проходить залізниця, що поєднує Женеву з Лозанною. По місту організовано автобусне сполучення (маршрут № 831, найкоротший інтервал руху 30 хв.). Автобусами можливо також доїхати до сусідніх населених пунктів Роль (автобуси № 835, 836), Ньйон та Копе (автобус № 811), Басен (№ 830), а також до Лозанни і Женеви.
Основна (північна) зупинка автобусів (фр. gare nord) знаходиться на північній стороні залізничної станції Гланд, звідси вирушають в дорогу автобуси № 811 та 830. Допоміжна кінцева зупника (південна) (фр. gare sud) знаходиться поряд з площею на південній стороні залізничної станції й слугує пунктом відправлення автобусів 831, 835 та 836.

## Соціальна інфраструктура
У місті функціонують торгові центри Лідл, Денвер, Мігрос, дві аптеки, кафе і ресторани, отелі, навчально-освітні заклади, бібліотека.

## Галерея

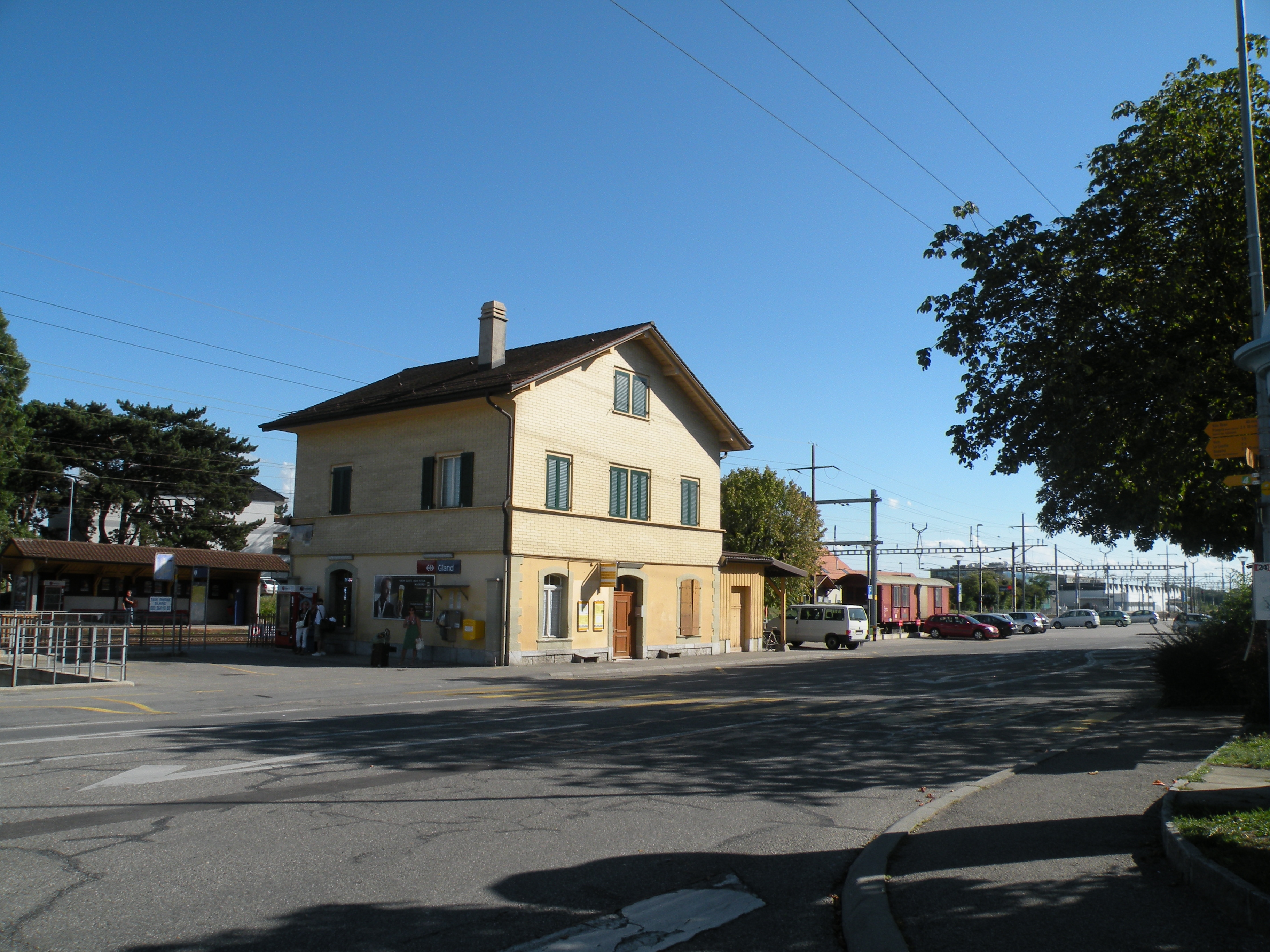
Залізнична станція в Гланді, 2010 р.
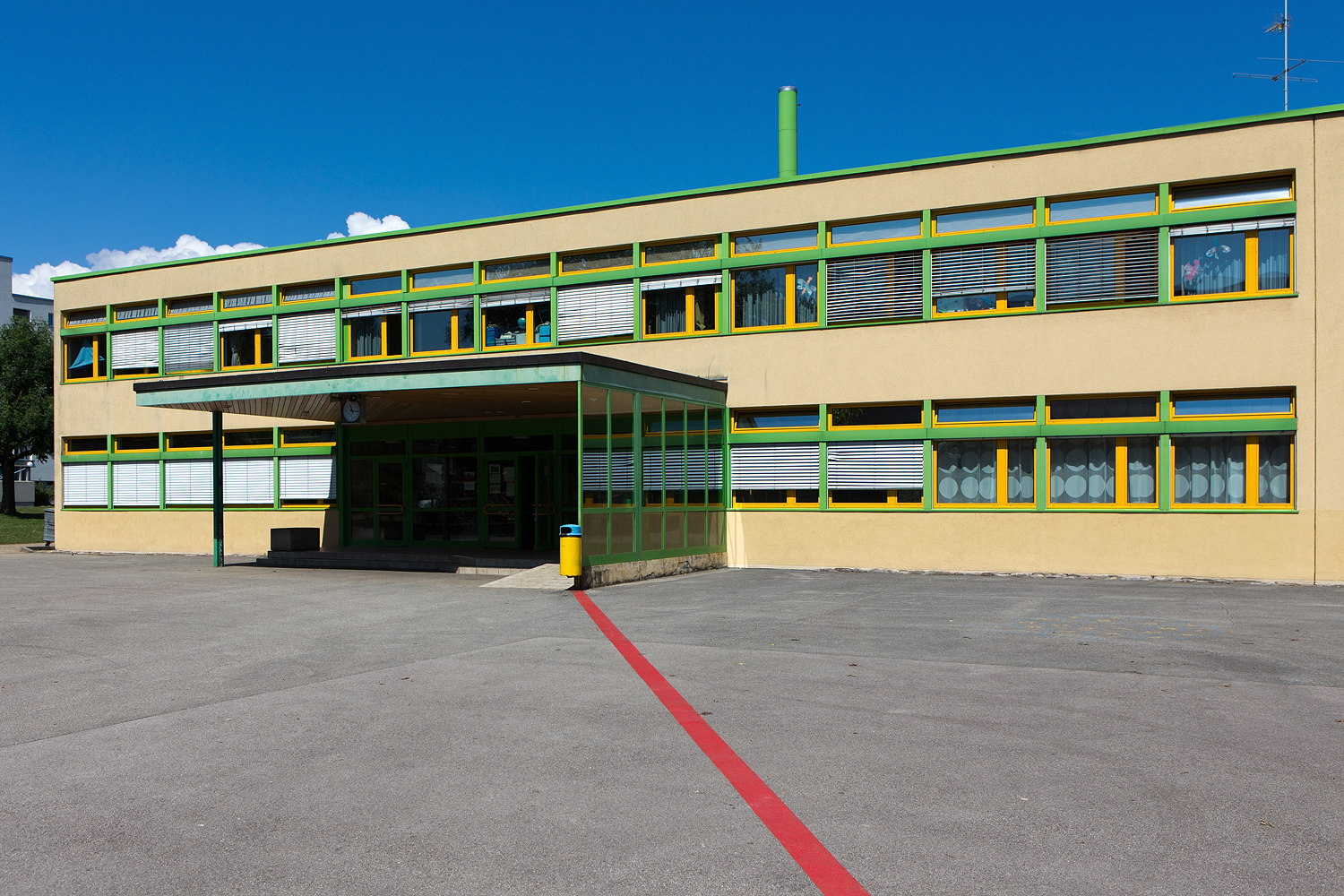
Один з освітніх закладів Гланду (Коледж Mauverney)
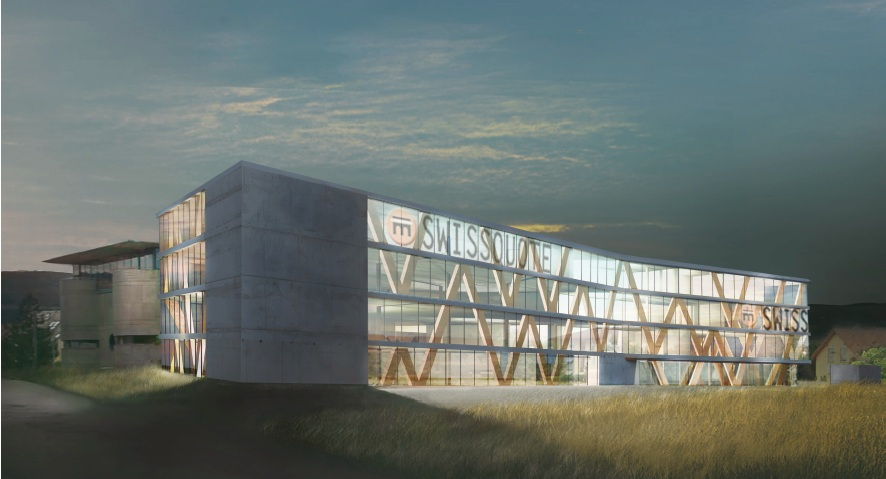
Проект головного офісу фінансової групи Swissquote в Гланді
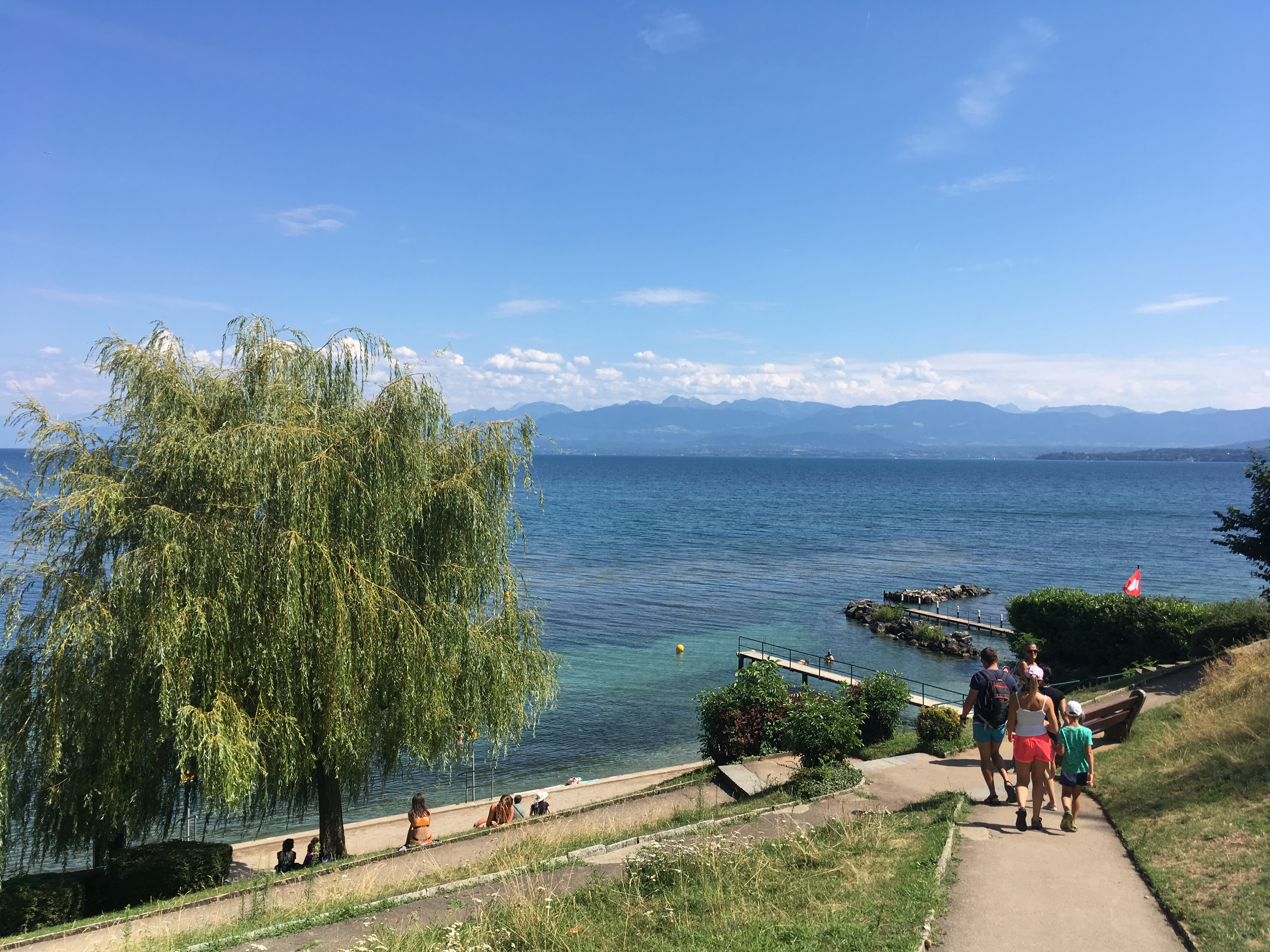
Пляж на березі Женевського озера на околиці Гланду
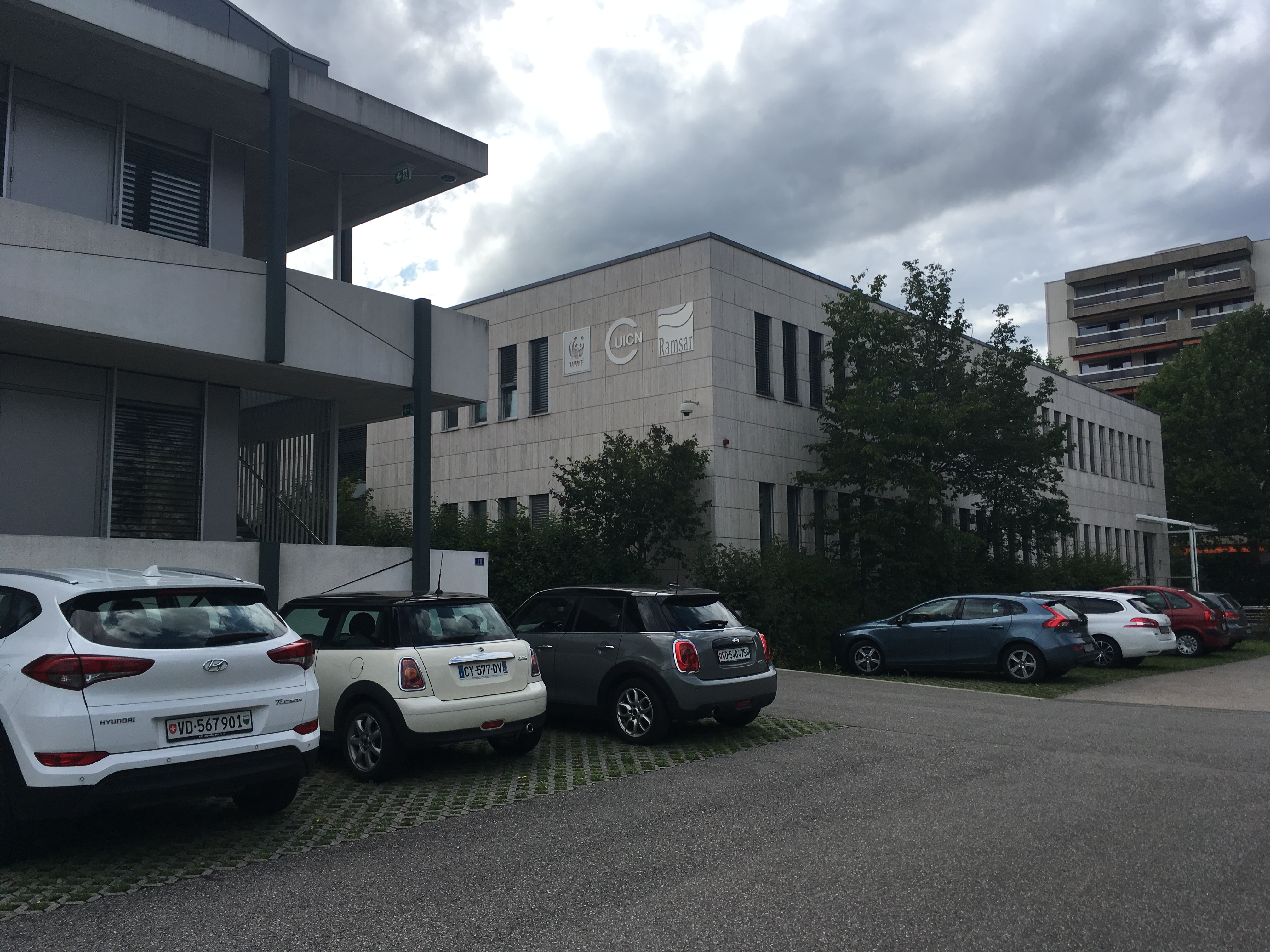
Штаб-квартира Всесвітнього фонду дикої природи в Гланді
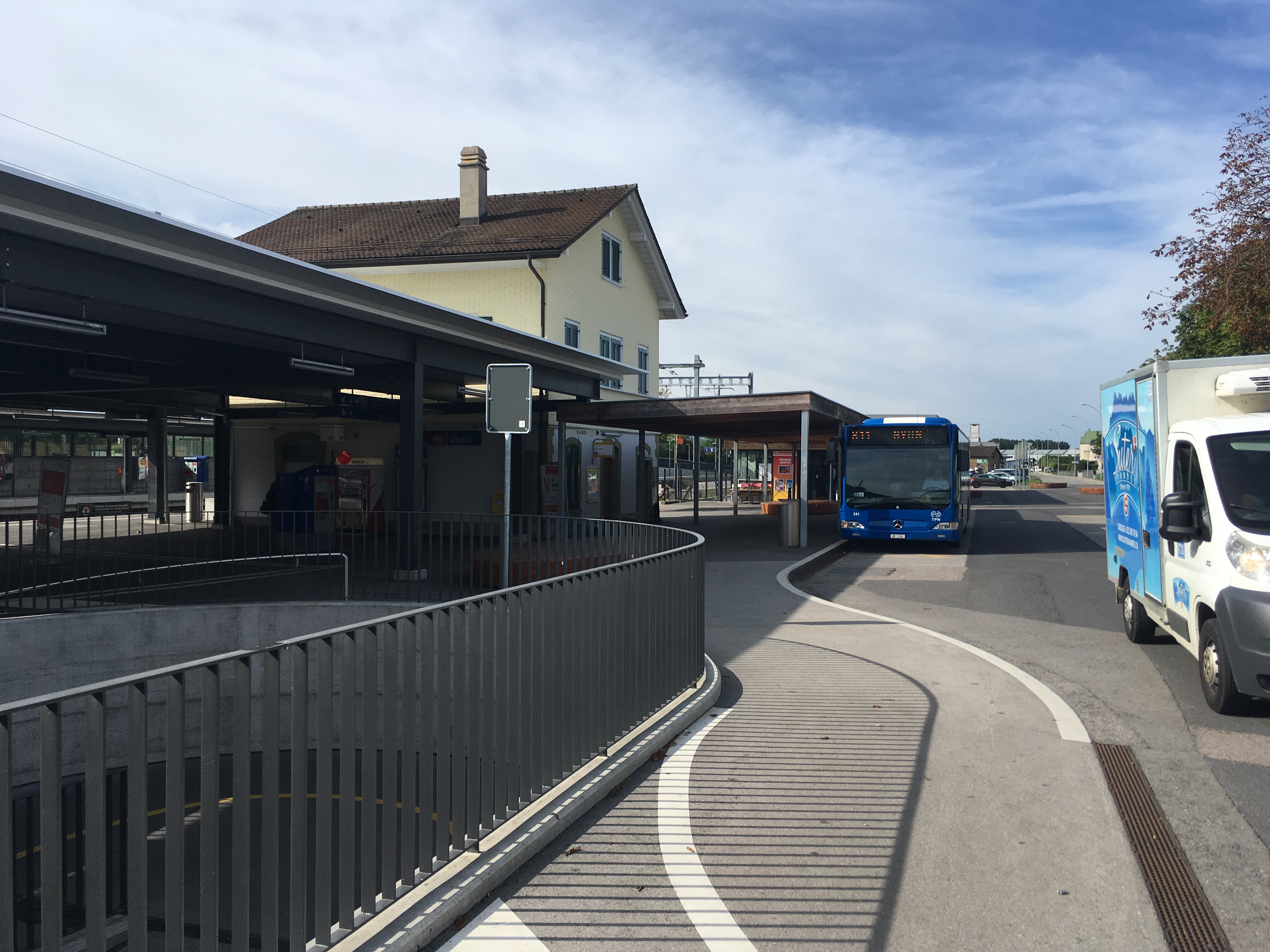
Північна зупинка (Gare Nord) автобусів поруч з будівлею залізничної станції, 2019 р.
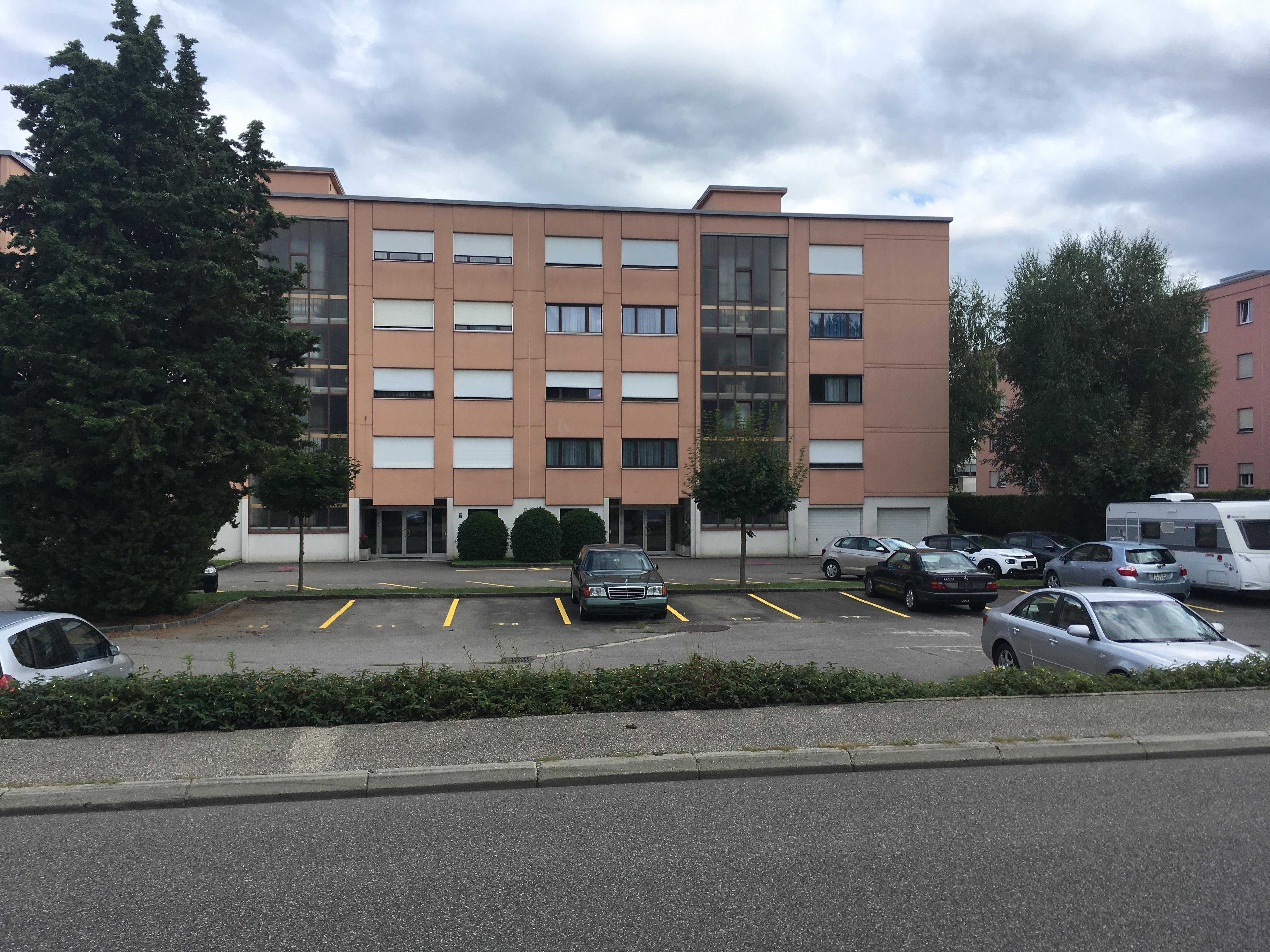
Типовий будинок Гланду на вулиці Rue de Malagny
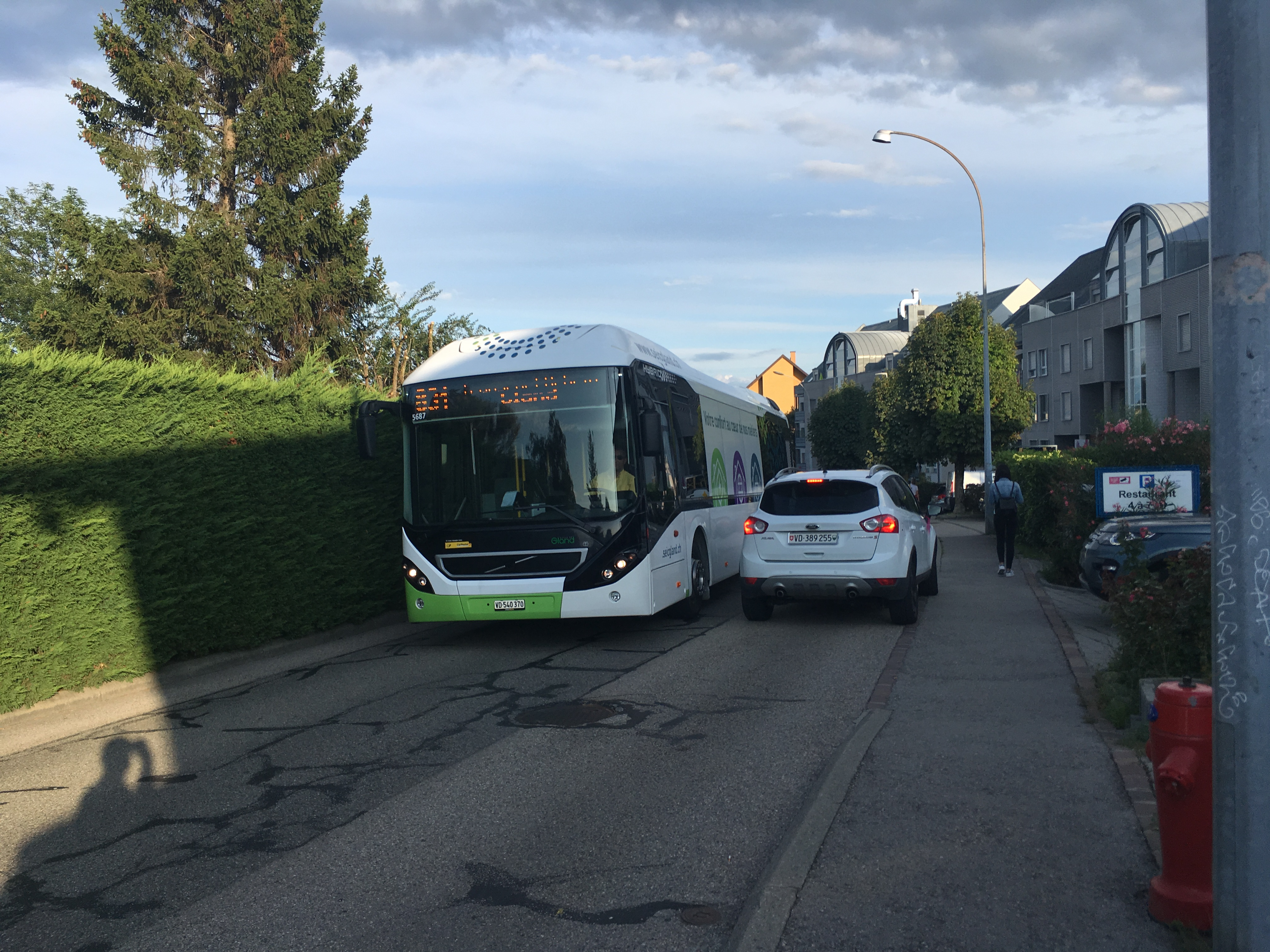
Місцевий автобус № 831